# Redlin (Herzberg)

Redlin auf einer Karte des Kreises Liebenwerda (1910).

Redlin ist ein bewohnter Gemeindeteil im Ortsteil Osteroda der amtsfreien Stadt Herzberg (Elster) im Landkreis Elbe-Elster in Brandenburg.

## Geografie
Der Ort liegt einen Kilometer südwestlich von Osteroda und fünf Kilometer südöstlich von Herzberg (Elster). Die Nachbarorte sind Osteroda, Jagsal und Oelsig im Nordosten, Buchhain und Waldfrieden im Südosten, Bahnsdorf im Süden, Neudeck und Friedrichsluga im Südwesten, Gräfendorf im Westen sowie Herzberg (Elster) und Friedersdorf im Nordwesten.